# Sabor a mí (canción)
«Sabor a mí» es un bolero de 1959 del compositor y cantante mexicano Álvaro Carrillo. Tras su lanzamiento, fue inicialmente grabada por artistas tales como Los Tres Ases y Rolando Laserie, convirtiéndose en la canción más exitosa de 1960 en México. Posteriormente, en 1964 el trío mexicano Los Panchos grabaría una versión con la colaboración de Eydie Gormé.
Es considerado el mayor éxito nacional e internacional de Álvaro Carrillo, cuyo repertorio de composiciones es de alrededor de 300 canciones.

## Película
En 1988, se estrenó Sabor a mí, película biográfica de Álvaro Carrillo protagonizada por José José lleva el título de su más conocida composición.

## Composición
El tema fue compuesto por Álvaro Carrillo, que registró la composición el 11 de julio de 1958, y se grabó por vez primera el año siguiente. 
Según el hijo del compositor, la inspiración le llegó a su padre cuando entre trago y trago de coñac besaba a su prometida, Ana María Incháustegui, quien le recriminó que con tanto beso la estaba emborrachando, a lo que él respondió: "Ahora, llevarás sabor a mí".

## Versión de Luis Miguel
En 1997, el cantante mexicano Luis Miguel incluyó una versión de "Sabor a mí" en Romances, su duodécimo álbum de estudio, en el que interpreta una colección de canciones clásicas de la música hispanoamericana publicadas entre 1940 y 1978. El tema se lanzó como sencillo en 1998, y alcanzó el puesto número 6 de la lista Billboard Hot Latin en Estados Unidos.

## Otros intérpretes
Monsieur Periné, Armando Manzanero, Bebo Valdés, Pérez Prado, Eydie Gormé, Isabel Pantoja, Javier Solís, Rolando Laserie, Lolita, José José, Los Lobos, Los Sabandeños, Lucho Gatica, Luis Miguel, Elefantes, Pedro Fernández, Alejandro Fernández, Pepe Aguilar, Manoella Torres, Mari Trini, Mina, Peppino di Capri, Orietta Berti, Lila Downs, José Feliciano, Carlos Cuevas, El Pescaílla, Los Ángeles Negros, David Cavazos, El Chicano, Rey Gordinflón, Tinku, Freddy Castillo Valencia, Kali Uchis, el grupo coreano EXO, Charles Manson con su versión en inglés "Close To Me", Andrés Cepeda, Natalia Lafourcade, José Riaza, Pedro Bonfim, Mina Mazzini, Ligia Piro, The Mavericks y Tony Glausi entre otros.